# Максимовский сельсовет (Московская область)
Максимовский сельсовет — упразднённая административно-территориальная единица, существовавшая на территории Московской губернии и Московской области до 1939 года.
Максимовский сельсовет был образован в первые годы советской власти. В 1919 году Максимовский с/с входил в Еремеевскую волость Звенигородского уезда Московской губернии.
14 января 1921 года Еремеевская волость была передана в Воскресенский уезд.
По данным 1926 года в состав сельсовета входили деревня Андреевское, деревня Максимовка, деревня Санкино, деревня Сафонтьево, деревня Скориково, а также погост, совхоз, сторожка и хутор.
В 1927 году из Максимовского с/с был выделен Скориковский с/с.
В 1929 году Максимовский с/с был отнесён к Воскресенскому району Московского округа Московской области, при этом к нему был присоединён Скориковский с/с.
30 октября 1930 года Воскресенский район был переименован в Истринский район.
17 июля 1939 года Максимовский сельсовет был упразднён. При этом селения Санкино, Сафонтьево и Скориково были переданы в Бужаровский с/с, а селения Андеевское, Максимовская и Полевшина — в Никольский с/с.